# 索尼克进化2
《索尼克进化2》是一款由Dimps和Sonic Team制作、世嘉在Game Boy Advance发行的平台类游戏。本游戏于2002年12月19日在日本地区发行，2003年3月在歐美发行。
《索尼克进化2》是一款2D卷轴类平台游戏。与本系列之初的《刺猬索尼克》类似，玩家控制着刺猬索尼克。
本游戏在日本地区共售出17.5万份。